# Guéra (fils de Benjamin)
Guéra est un fils de Benjamin fils de Jacob et de Rachel.

## Guéra et ses frères
Guéra a pour frères Béla, Béker, Ashbel, Naamân, Éhi, Rosh, Mouppim, Houppim et Ard.

## Guéra en Égypte
Guéra part avec son père Benjamin et son grand-père Jacob pour s'installer en Égypte au pays de Goshen dans le delta du Nil.

## Les descendants de Guéra
La famille des descendants de Guéra n'est pas mentionnée comme sortante du pays d'Égypte avec Moïse,.
La famille des descendants de Guéra rebrousse chemin pour retourner en Égypte après la mort d'Aaron mais elle est poursuivie, rattrapée et anéantie par les Lévites.